# Rhaphuma ustulatula
Rhaphuma ustulatula är en skalbaggsart som beskrevs av Holzschuh 2006. Rhaphuma ustulatula ingår i släktet Rhaphuma och familjen långhorningar. Inga underarter finns listade i Catalogue of Life.